# Nephrodium eusorum
Nephrodium eusorum là một loài thực vật có mạch trong họ Dryopteridaceae. Loài này được (Thwaites) Bedd. miêu tả khoa học đầu tiên năm 1866.